# Гутурама темнощока
Гутура́ма темнощока (Chlorophonia cyanocephala) — вид горобцеподібних птахів родини в'юркових (Fringillidae). Мешкає в Південній Америці.

## Опис
Довжина птаха становить 11-11,5 см, вага 14-16 г. Виду притаманний статевий диморфізм. У самців горло, щоки і скроні чорні, тім'я, потилиця і шия з боків яскраво-блакитні. На лобі жовта пляма з чорними краями. Груди, живіт, боки, гузка і надхвістя золотисто-жовті, спина, крила і хвіст синювато-чорні. Самиці мають переважно оливково-зелене забарвлення, махові пера і хвіст у них чорні, верхня частина голови блакитна, на лобі охриста пляма. Спина, груди і обличчя мають рудувато-коричневий відтінок, живіт і гузка мають охристий відтінок. Очі темно-карі, дзьоб чорнуватий, лапи чорнувато-тілесного кольору.

## Підвиди
Виділяють три підвиди:

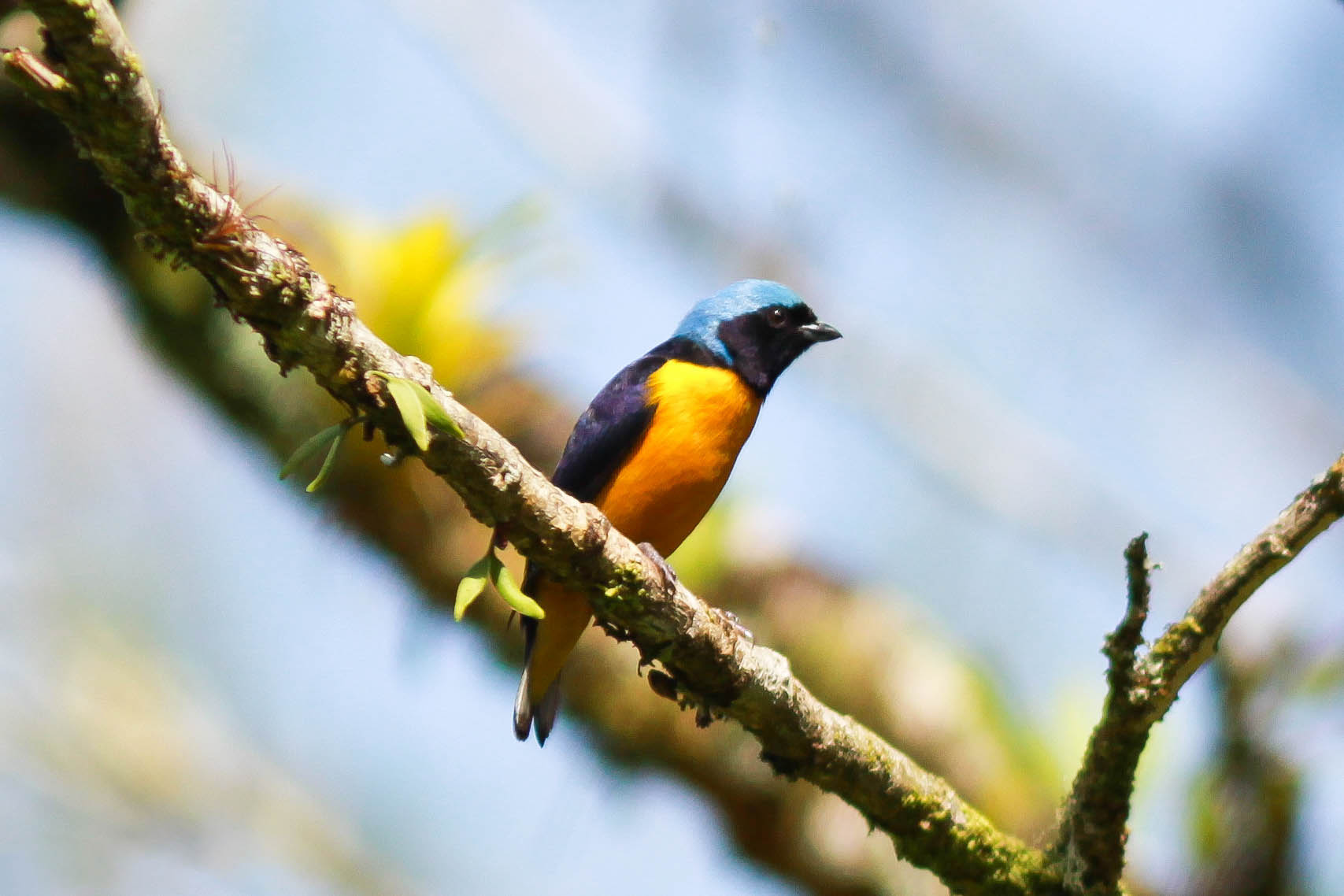
Самець темнощокої гутурами

- C. c. pelzelni (Sclater, PL, 1886) — Анди на півдні Колумбії і в Еквадорі (на південь до Чимборасо);
- C. c. insignis (Sclater, PL & Salvin, 1877) — східні схили Еквадорських Анд (Асуай, Лоха);
- C. c. cyanocephala (Vieillot, 1819) — від східної Колумбії через північну Венесуели до острова Тринідад, Гвіана, східні схили Анд в Перу, Болівії і Аргентині, південно-східна Бразилія, північно-західна Аргентина і схід Парагваю.

## Поширення і екологія
Темнощокі гутурами мешкають в Колумбії, Еквадорі, Перу, Болівії, Аргентині, Венесуелі, Гаяні, Суринамі, Французькій Гвіані, Бразилії, Парагваї та на Тринідаді і Тобаго. Вони живуть у вологих гірських тропічних лісах Анд, у вологих атлантичних лісів, на узліссях, в рідколіссях, на плантаціях і в садах. Зустрічаються парами або невеликими сімейними зграйками, переважно на висоті до 2600 м над рівнем моря. Живляться ягодами і плодами. Віддають перевагу плодам фікусів і ягодам омели, доповнюють свій раціон дрібними комахами та іншими безхребетними. Сезон розмноження триває з грудня по травень. Гніздо кулеподібне, будується самицею і самцем. Воно складається з зовнішньої частини, сплетеної з гілочок, лишайників і рослинних волокон і внутрішної, встеленої м'яким матеріалом. В кладці від 2 до 5 білуватих яєць, легко поцяткованих рудувато-коричневими плямками. Інкубаційний період триває приблизно 2 тижні. Пташенята покидають гніздо через 3 тижні після вилуплення, однак батьки продовжують піклуватися про них ще деякий час. Насиджує лише самиця, за пташенятами доглядають і самиці, і самці.